# Ахтуба (станция)
А́хту́ба — грузовая железнодорожная станция Астраханского региона Приволжской железной дороги. Одна из железнодорожных станций города Ахтубинска, расположена в районе Ахтуба.

## История
В 1882 году железнодорожная станция Ахтуба с депо для профилактического ремонта паровозов и вагонов введена в эксплуатацию.
В 1912 году завершено строительство железнодорожного моста через реку Ахтубу.
Значимость станции многократно увеличилась со строительством в первый год Великой Отечественной войны железнодорожной линии Ахтуба — Паромная, ставшей для Сталинграда в дни битвы с немецко-фашистскими войсками своего рода дорогой жизни.

## Деятельность
Специфику работы определили такие природные факторы, как близость, с одной стороны, к Волге и её рукаву Ахтубе, с другой — к «всероссийской солонке», озеру Баскунчак.
Основные виды деятельности:
- Перевозка соли. Как и в первые годы существования станции, соледобытчики остаются главными партнерами станции.
- Перевозка овощей и бахчевых культур. В сезон сбора урожая ежедневно грузится десять вагонов «скоропорта», что составляет 500 тонн груза и более.

Операции:
- Приём и выдача повагонных отправок грузов, допускаемых к хранению на открытых площадках станций.
- Приём и выдача грузов повагонными и мелкими отправками, загружаемых целыми вагонами, только на подъездных путях и местах необщего пользования.
- Приём и выдача повагонных отправок грузов, требующих хранения в крытых складах станций.
- Приём и выдача грузов в универсальных контейнерах транспорта массой брутто 3 и 5 т на станциях[4].